# Hans Schalla
Hans Schalla (Hamburg, 1. svibnja 1904. – Hamburg, 22. kolovoza 1983.) bio je njemački glumac i kazališni redatelj.
Schalla je bio glumac u Hamburgu, Berlinu, Breslauu, Darmstadtu, Bremenu, kazalištu Hamburg-Altona, Kasselu i Essenu. Kao direktor radio je u Szczecinu, Screenu, Kazalištu u Aachenu, u Göttingenu i Kölnu. Kao ravnatelj radio je u Kazalištu Düsseldorf tzv. Düsseldorf Playhouse.
Od 1949. do 1972. vodio je Kazalište u Bochumu, bazirajući se isprva samo na klasične autore. Kasnije se okrenuo suvremenim autorima, npr. Bertolt Brechtu, čime je Kazalište u Bochumu pretvorio u međunarodnu pozornicu.

## Vanjske poveznice
- Bochum – Hans Schalla  Arhivirana inačica izvorne stranice od 2. travnja 2015. (Wayback Machine)